# Ona Meseguer i Flaqué
Ona Meseguer Flaqué (Barcelona, 20 de febrer de 1988) és una jugadora de waterpolo catalana, ja retirada.
Formada al Club Natació Sant Feliu, jugà amb el Club Esportiu Mediterrani, amb el qual guanyà una Copa Catalunya (2009) i una Lliga Espanyola (2009-10), i el Club Natació Sant Andreu. La temporada 2013-14 fitxà pel Centre Natació Mataró, aconseguint un Copa LEN i una Copa de la Reina la temporada 2015-16. Ha estat internacional absoluta amb la selecció espanyola amb la qual es va proclamar subcampiona olímpica als Jocs Olímpics de Londres 2012. Va ser una de les jugadores que va disputar el primer partit de la selecció catalana davant Gran Bretanya i va contribuir amb 2 gols a la victòria catalana. El 2 d'agost de 2013 va proclamar-se campiona del món en guanyar la final del Campionat del Món de Barcelona davant Austràlia per 6-8.
Es retirà de la competició el maig de 2017. Entre d'altres reconeixements, rebé la medalla de serveis distingits d’argent (2007) i d'or (2010) i l'extraordinària al mèrit esportiu (2012) de la Reial Federació Espanyola de Natació. També rebé la medalla al mèrit esportiu (2009) de la Federació Catalana de Natació.

## Palmarès
Clubs
- 1 Copa LEN de waterpolo femenina: 2015-16
- 1 Lliga espanyola de waterpolo femenina: 2009-10
- 1 Copa espanyola de waterpolo femenina: 2015-16
- 1 Copa Catalunya de waterpolo femenina: 2008-09

Selecció espanyola
- 1 medalla d'argent als Jocs Olímpics de Londres 2012
- 1 medalla d'or als Campionats del Món de waterpolo femení: 2013
- 1 medalla d'or als Campionats d'Europa de waterpolo femení: 2014
- 1 medalla d'argent als Campionats d'Europa de waterpolo femení: 2008